# Abbazia di Lacock
L'abbazia di Lacock è una casa di campagna inglese, nel villaggio di Lacock, nel Wiltshire in Inghilterra; inizialmente era una abbazia costruita nel XIII secolo che fu poi convertita in casa di campagna nel 1539. Nel 1835 William Fox Talbot vi realizzò uno dei primi negativi fotografici ancora esistenti e nel 1840 vi scoprì il processo fotografico negativo/positivo, sul quale è basata la fotografia moderna.

## Storia
È stata fondata da Ela, la Contessa di Salisbury durante il regno di Enrico III (1216 - 1272) come abbazia dell'Ordine di Sant'Agostino. Suo marito era William Longespee, un figlio illegittimo di Enrico II. L'abbazia ha prosperato durante il Medioevo. I ricchi campi che erano stati donati da Ela garantivano grandi introiti dalla lana.
In seguito alla dissoluzione dei monasteri nel XVI secolo Enrico VIII vendette l'abbazia a Sir William Sharrington che la convertì in abitazione nel 1539 e ne demolì la chiesa. Vennero fatte poche altre modifiche al monastero vero e proprio, mentre vennero invece aggiunte una torre (durante il Rinascimento) e varie grandi stanze.
La casa in seguito passò alla famiglia Talbot. John Ivory Talbot negli anni '50 del XVIII secolo fece fare alcune modifiche in stile neogotico dall'architetto Sanderson Miller.

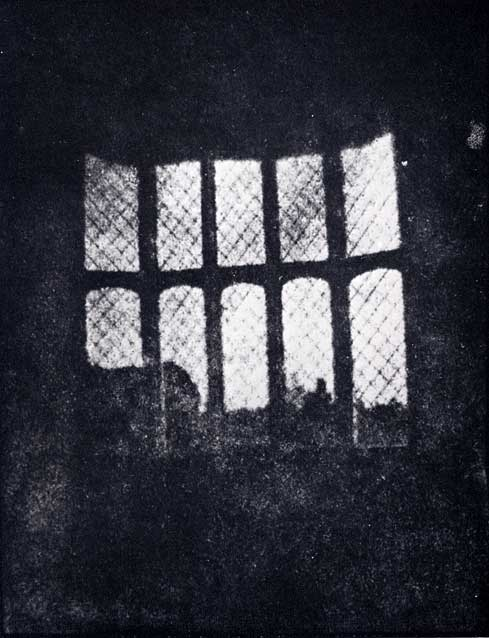
Foto di una finestra (1835)

Nel 1835 William Fox Talbot fece uno dei primi negativi fotografici tuttora esistenti conosciuti: il soggetto era una finestra nella galleria sud dell'abbazia. Continuò a fare esperimenti nell'abbazia e nel 1840 scoprì il processo fotografico negativo/positivo, sul quale è basata la fotografia moderna.
L'abbazia ora ospita un museo dedicato al lavoro pionieristico di Talbot.

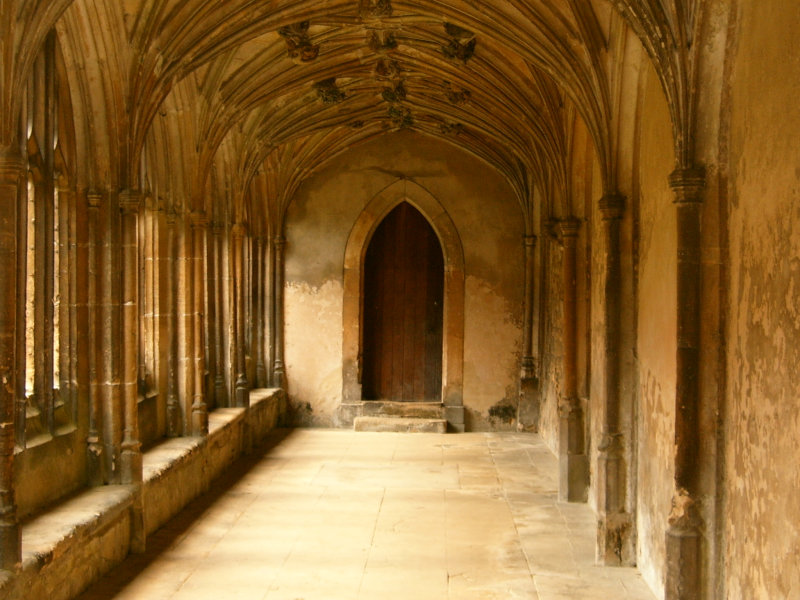
Il chiostro dell'abbazia

## Nelle arti
- Questo luogo è stato utilizzato come set cinematografico per i film Harry Potter e la camera dei segreti ed Harry Potter e la pietra filosofale (nella sacrestia sono state girate le scene in cui il professor Piton svolge le sue lezioni di Pozioni, mentre nella Warming Room le scene delle lezioni di Difesa Contro le Arti Oscure del professor Raptor e nella Chapter House Harry s'imbatte nello Specchio delle Brame). Sono state girate a Lacock anche alcune scene del sesto film della saga, Harry Potter e il principe mezzosangue.
- L'abbazia è stata scelta per girare Animali fantastici - I crimini di Grindelwald.